# Allocchio Bacchini

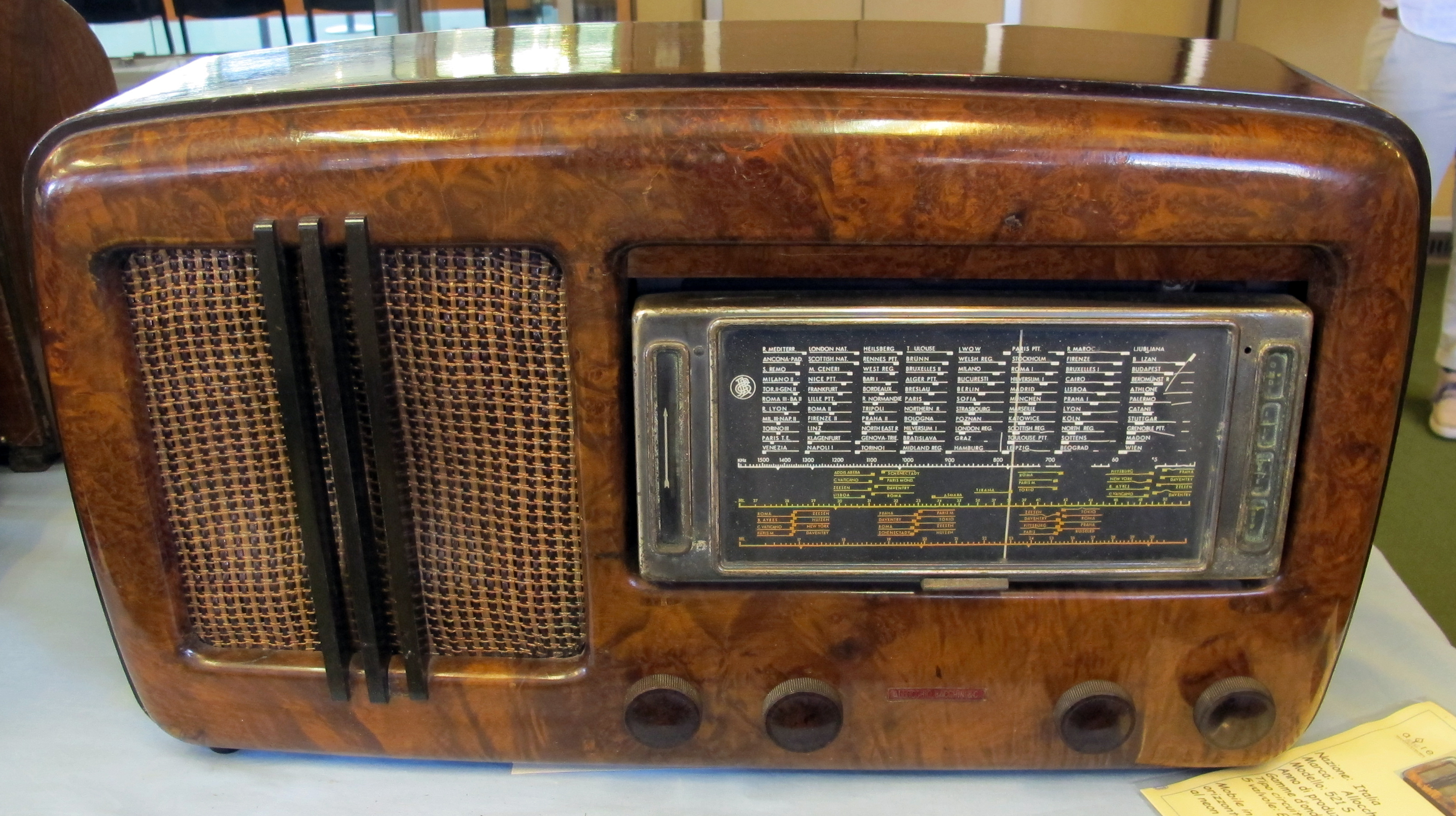
Radio 521 5 marca Allocchio Bacchini, Italia, 1941

Allocchio Bacchini è stata un'azienda italiana del settore elettronico, una delle prime dell'industria elettronica nazionale sviluppatasi nel primo dopoguerra.

## Storia
La Società Allocchio Bacchini & C. - Società in Accomandita fu fondata a Milano nel 1920 da due soci, l'ing. Antonio Allocchio e l'ing. Cesare Bacchini, dai quali prese il nome. La ditta iniziò le sue attività in un laboratorio in corso Sempione 93 con pochi operai e operò nella costruzione di strumenti di misura elettrici ed apparecchi per la telegrafia, radiotelefonia e radiotelegrafia.
Il 6 ottobre 1924 vennero avviate le prime trasmissioni radiofoniche in Italia attraverso l'URI, e fu allora che la Allocchio Bacchini iniziò la produzione dei radioricevitori, quelli della serie Radialba, ai quali negli anni seguenti si aggiunse quella degli amplificatori.
La Allocchio Bacchini divenne in poco tempo una delle maggiori industrie elettroniche italiane e conquistò ampio consenso sul mercato, soprattutto nel corso degli anni Trenta, con la produzione delle radio "popolari" (Radio Balilla, Radio Rurale, Radio Roma). Sempre in tale periodo avviò la produzione delle autoradio della serie Autonola.
La Allocchio Bacchini operò anche nel campo della cinematografia, producendo sistemi di amplificazione (altoparlanti e diffusori) per i primi film girati in epoca sonora. Nel 1939 assieme alla Magneti Marelli creò un impianto per la realizzazione sperimentale delle trasmissioni televisive, il cui trasmettitore fu installato al Parco Sempione. Le prove furono sospese l'anno successivo. Sempre alla fine degli anni Trenta fu realizzata, grazie ai progettisti Eugenio Gnesutta e Arturo Recla e utilizzando il sistema televisivo della Telefunken, una televisione commerciale in bianco e nero, il modello TV1, di cui si conserva un rarissimo esemplare presso il Museo della Scienza e della Tecnologia di Milano.

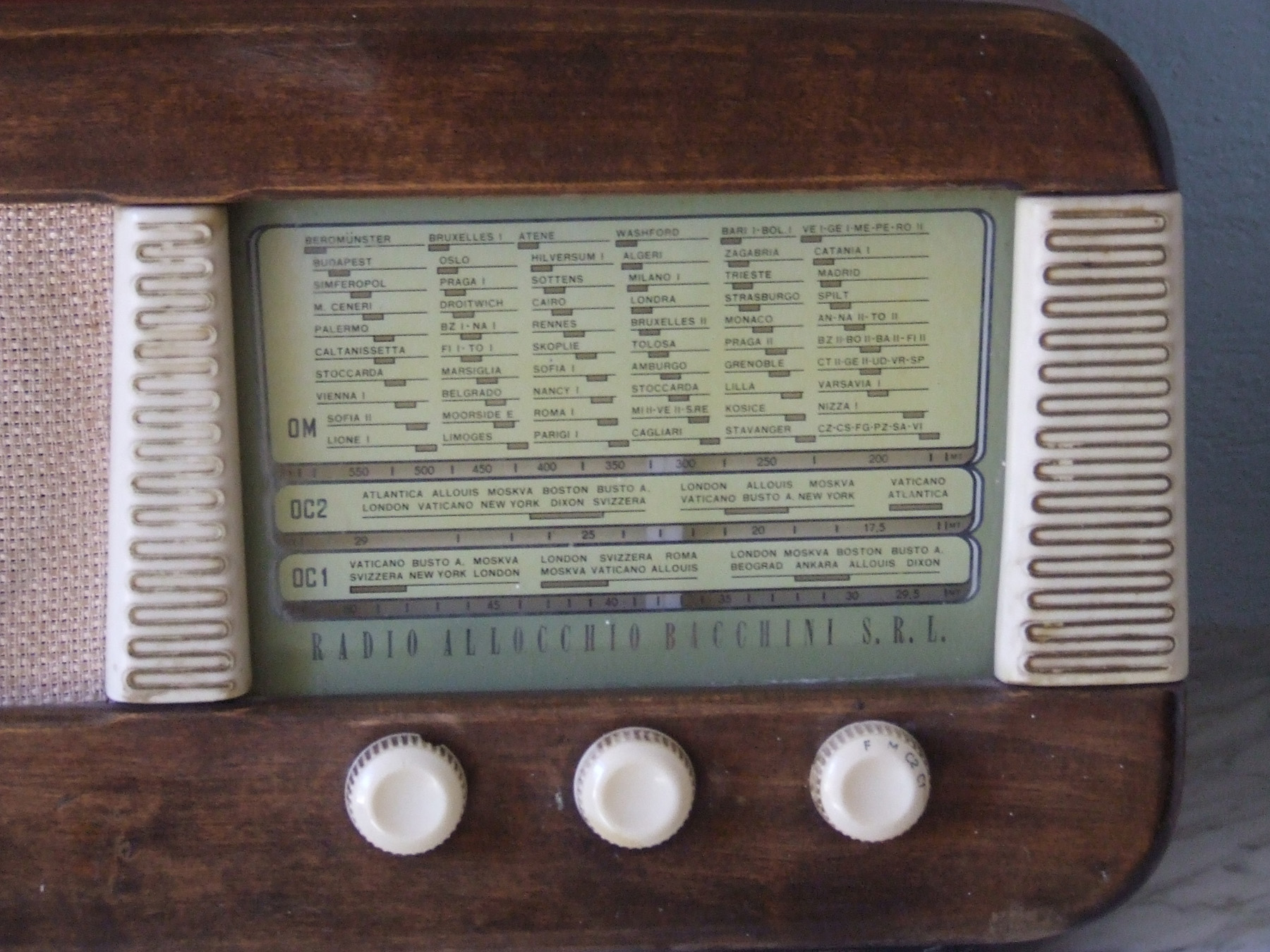
Apparecchio radio degli anni '40, con doppia scala in onde corte ed una in onde medie

Nel 1940 l'azienda contava 2.000 operai in quattro stabilimenti (Milano, Seveso, Saronno, Caronno Pertusella) e una cinquantina di impiegati, 20 dei quali ingegneri progettisti. Con lo scoppio della seconda guerra mondiale, la società dovette convertire la sua produzione da quella civile a quella bellica, con la produzione di apparati radio e ricetrasmittenti per uso militare. I bombardamenti del 1943 su Milano danneggiarono lo stabilimento di corso Sempione rendendolo inagibile e l'azienda fu costretta ad abbandonarlo definitivamente ed a trasferirsi in una vecchia filanda dismessa a Caronno Pertusella. Fu prodotto il radiofaro, importante invenzione simile al radar, perfezionato in Allocchio Bacchini nel periodo bellico.
Al termine del conflitto la ditta, in mancanza di commesse militari, si ritrovò in crisi di liquidità e fu costretta a chiudere.

### La ABC Radiocostruzioni
Successivamente tre dirigenti della ditta fallita, tra cui l'ex progettista ing. Arturo Recla, diedero vita ad una nuova società, la ABC Radiocostruzioni S.r.l. (A e B stavano proprio per le iniziali della ditta precedente), con sede e stabilimento in via Tellini 16. La nuova società ebbe breve durata e chiuse per mancanza di liquidità.

### La Radio Allocchio Bacchini s.r.l.
Parallelamente, su iniziativa del cav. Gianni Viganò, industriale del settore ottico, fu fondata la Radio Allocchio Bacchini S.r.l., con sede legale in piazza Santa Maria Beltrade 1 e stabilimenti in via Ornato 64 e viale Abruzzi 4.
L'azienda, anche grazie al suo marchio, che ricordava la prestigiosa azienda dell'anteguerra, ebbe una buona presenza nel mercato negli anni cinquanta-sessanta e le sue produzioni comprendevano televisori, radio portatili, giradischi e registratori. Negli anni seguenti l'azienda incontrò delle difficoltà, dovute principalmente alla concorrenza estera, e ciò portò alla chiusura delle sue attività alla vigilia degli anni settanta.